# Aedes usambara
Aedes usambara är en tvåvingeart som beskrevs av Mattingly 1953. Aedes usambara ingår i släktet Aedes och familjen stickmyggor. Inga underarter finns listade i Catalogue of Life.